# 革左五營
革左五营又稱左革五营，是明朝一支民變武裝。崇祯十年（1637年）前后，马守应（綽號老回回）、贺一龙（綽號革里眼）、贺锦（綽號左金王）、刘希堯（綽號改世王）、蔺养成（綽號乱世王）组成五营。他们转战湖北、安徽一带,后時常駐扎在英山、霍山、潜山、太湖縣一帶。崇禎十四年（1641年）與张献忠聯合，次年又北上投靠李自成。贺一龙被杀后，其部归入李自成军，五营建制也隨之取消。